# Mohammad Reza Aref

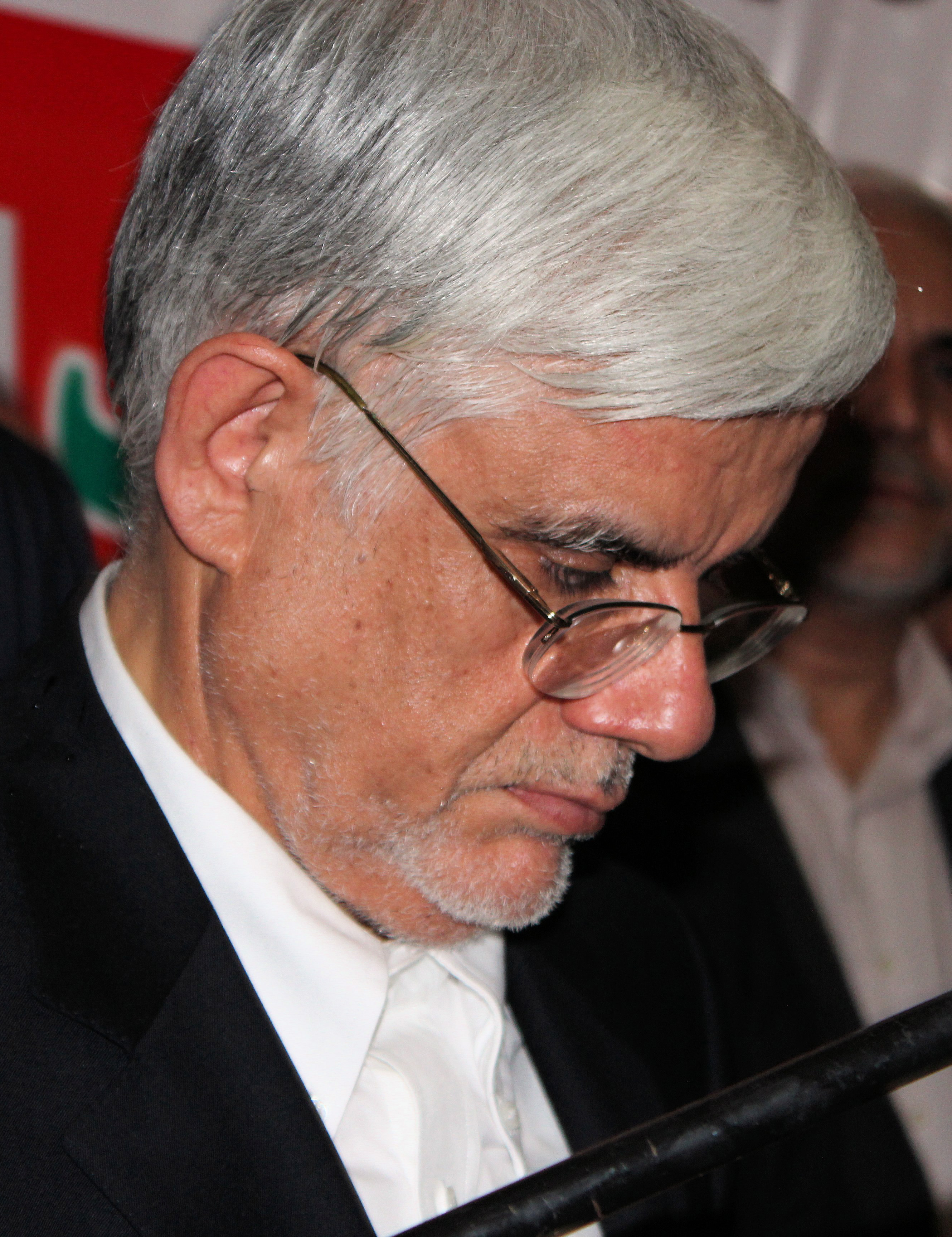
Mohammad Reza Aref

Mohammad Reza Aref (anhörenⓘ; * 1951 in Yazd) ist ein iranischer Politiker und Wissenschaftler an der Scharif-Universität für Technologie in Teheran. Von 2001 bis 2005 war er Erster Vizepräsident des Iran; im Juli 2024 wurde er erneut in das Amt berufen.

## Leben
Nach seinem Bachelorabschluss in Elektrotechnik an der Universität von Teheran studierte Aref von 1975 bis 1980 an der Stanford University und erhielt seinen Ph.D. in Elektrotechnik. Seine Doktorarbeit befasste sich mit der Informationstheorie von Netzwerken, die in der Terminologie als Aref Networks wissenschaftlich bekannt wurden.
Aref war Mitglied der Fakultät der Universität von Isfahan, von 1994 bis 1997 war er Kanzler der Universität von Teheran. Von 1997 bis 2000 war Aref Minister für Kommunikation und Technologie, von 2001 bis 2005 Erster Vizepräsident des Iran unter dem Präsidenten Mohammed Chatami. Als einer von acht Kandidaten wurde Aref am 21. Mai 2013 vom Wächterrat für die Präsidentschaftswahl im Iran 2013 zugelassen. Aref erklärte am 11. Juni 2013, dass er seine Kandidatur zurückziehe.
Zur Parlamentswahl 2016 kandidierte Aref als Spitzenkandidat der Reformer. Er zog ins Parlament ein, unterlag jedoch bei der Wahl zum Parlamentspräsidenten dem als konservativ, aber relativ pragmatisch geltenden Ali Larijani mit 103 gegen 173 Stimmen. Aref erhielt damit weniger Stimmen, als das Lager der Reformer Abgeordnetensitze innehatte.
Am 30. Juli 2024 ernannte Staatspräsident Massud Peseschkian, der aus der durch den Unfalltod von Ebrahim Raisi erforderlich gewordenen Präsidentschaftswahl 2024 als Sieger hervorgegangen war, erneut zum Ersten Vizepräsidenten des Iran.